# Уккерфельде
Уккерфельде (нем. Uckerfelde) — община в Германии, в земле Бранденбург.
Входит в состав района Уккермарк. Подчиняется управлению Грамцов. Население составляет 1053 человека (на 31 декабря 2010 года). Занимает площадь 45,93 км².
| Год  | Население |
| ---- | --------- |
| 2005 | 1095      |
| 2010 | 1046      |

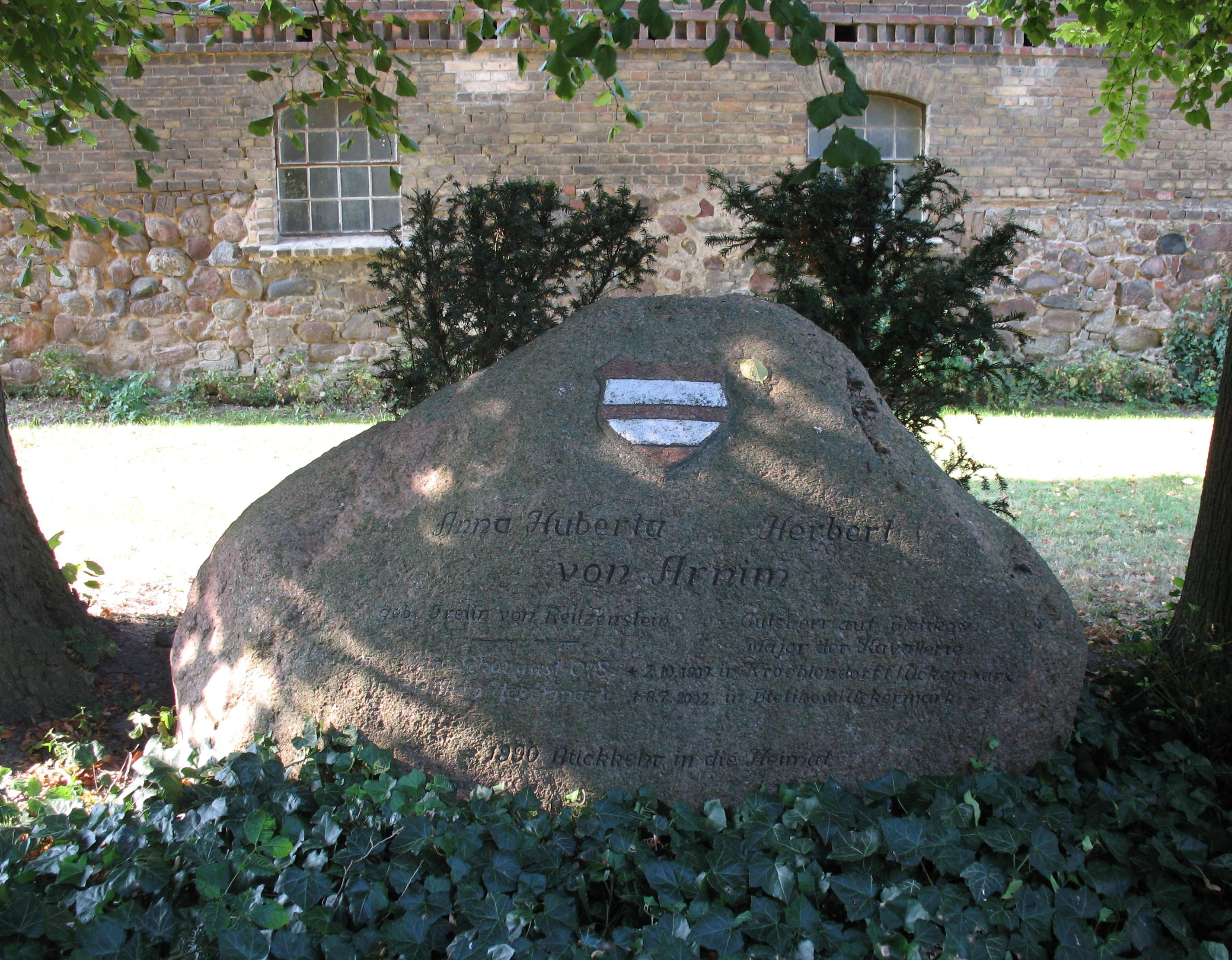
Grabstein
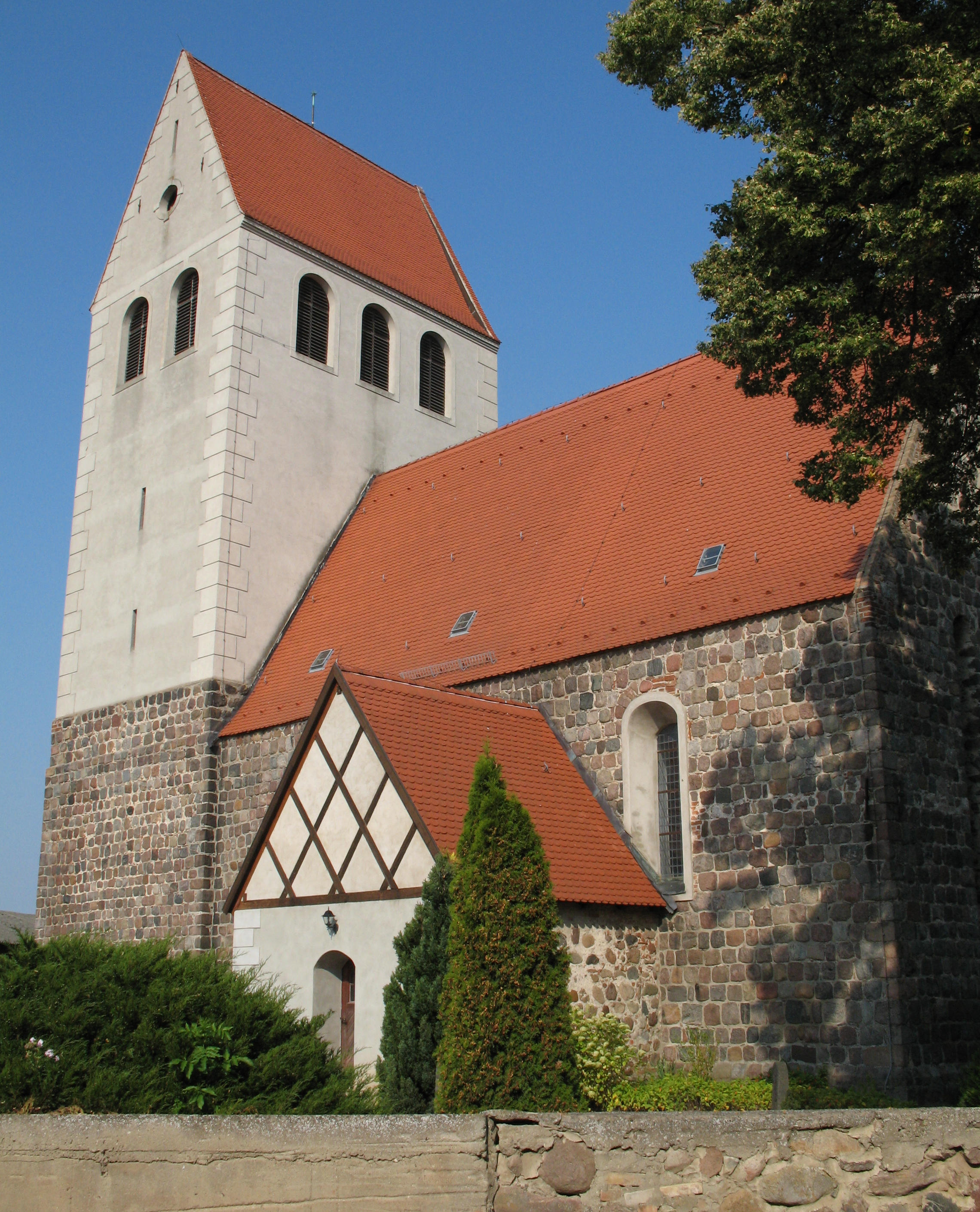
Kirche in Bietikow
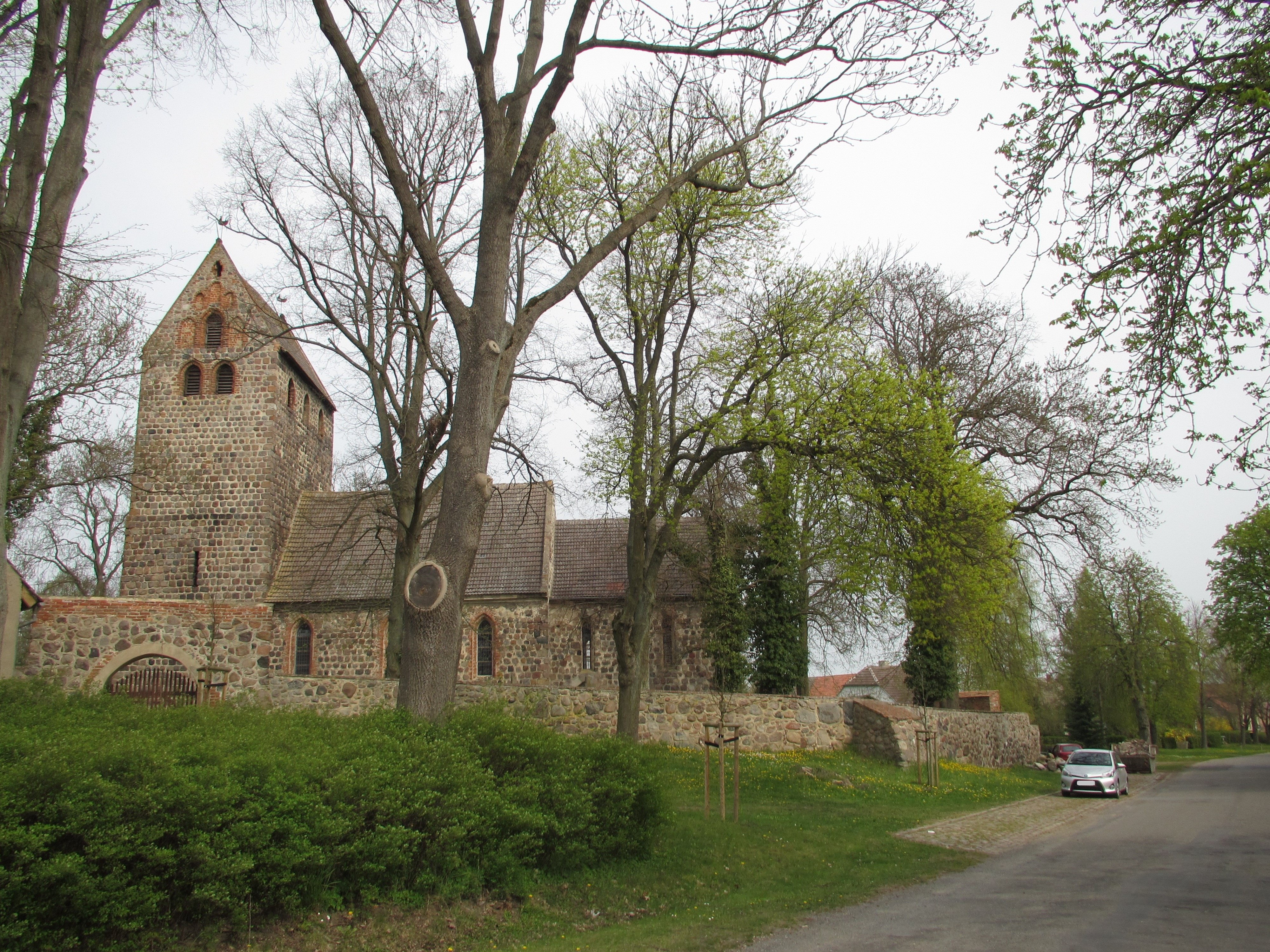
Kirche Falkenwalde
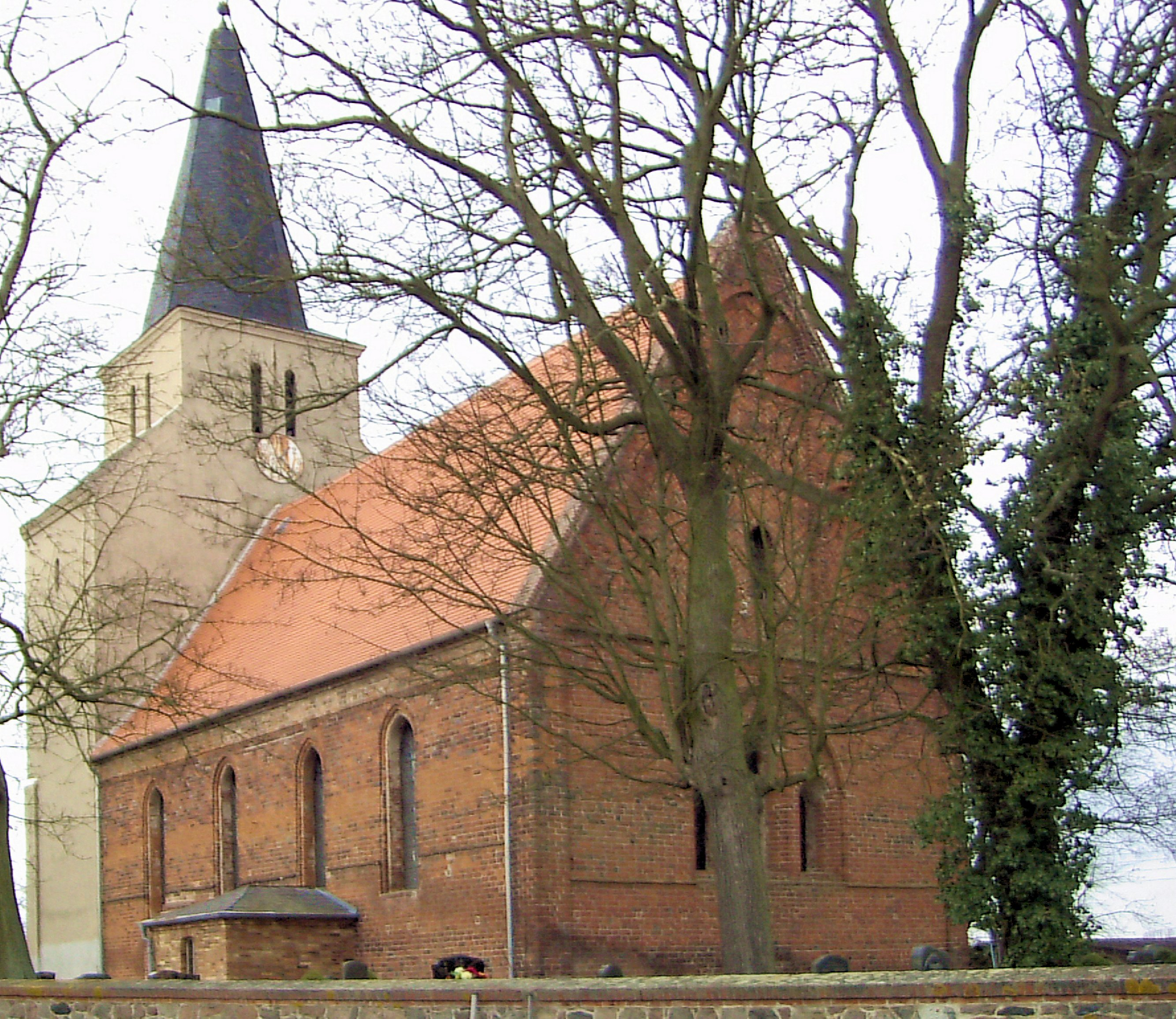
Backsteinkirche in Hohengüstow